# 劉正斅
劉正斅（?—?），河南省河南府鞏縣人，清朝政治人物、同進士出身。
光緒十八年（1892年），参加光緒壬辰科殿試，登進士三甲118名。同年五月，著交吏部掣签分发各省，以知县即用